# 小田かおる
小田 かおる（おだ かおる、本名：小尾 薫〈おび かおる〉 1961年4月1日 - ）は、日本の女優、ポルノ女優、AV女優。山梨県出身。小田薫名義での出演もある。山梨県立甲府第一高等学校卒業。

## 略歴
1981年に上京して印刷会社に勤務。その後、知人の勧めで始めた雑誌のグラビアモデルを経て、1983年に「セーラー服 百合族」でデビューする。当初は日活ロマンポルノの作品を中心に活動。ボーイッシュな魅力と山本奈津子との百合族コンビで人気を博す。その活躍からテレビのバラエティ番組や一般ドラマへと活動の幅を広げていった。また、谷隼人の不倫相手として週刊誌上に載ったことがある。
32歳の時に5歳年上の舞台俳優と結婚、娘を出産。
1995年に村西とおるの復帰第一作のアダルトビデオに出演。初の本番行為を披露した。その後はAV映画を中心に活動。1996年から3年の間にAV映画2本、ポルノ映画1本、エロス系Vシネマ2本に主演し、1999年頃にフェードアウト。
2003年1月、夫の事業失敗により夫が蒸発、6000万円の借金を抱え、自宅を差し押さえられた。父親が連帯保証人だったため、退職金は全額取り立てられる。その後、借金返済のため町工場で鉄の研磨の仕事をしていたが、2005年、残り100万円の借金を返せず自己破産。
2006年に週刊誌上で山本との新撮によるヘアヌードグラビアが掲載され健在さをアピールした。
2014年、シングルマザーで、大学生の娘とアパート暮らし、歩行困難になりろれつが回らず、隠れ脳梗塞が判明していた事が明らかになった。2016年、左半身麻痺の後遺症が残り、病院に入院中である。

## 出演作品

### 映画作品
- セーラー服 百合族（1983年、監督:那須博之） - なおみ 役
- セーラー服 百合族2（1983年、監督:那須博之） - 甲田なおみ 役
- チャイナスキャンダル 艶舞（1983年、監督:小原宏裕） - 山崎チエ 役
- 美少女プロレス 失神10秒前（1984年、監督:那須博之） - 横山しのぶ 役
- スキャンティドール 脱ぎたての香り（1984年、監督:水谷俊之） - 矢嶋亜矢 役
- 宇能鴻一郎の伊豆の踊子（1984年、監督:藤浦敦） - 美佐子 役
- 姉日記（1984年、監督:那須博之） - 宮坂六月 役
- OL百合族19歳（1984年、監督:金子修介） - 甲田なおみ 役
- 蘭の肉体（1984年、監督:西村昭五郎） - 坂田アキ 役
- 初夜の海（1984年、監督:中原俊） - 名和明子 役
- 美姉妹 剥ぐ!（1985年、監督:上垣保朗） - 黒川典子 役
- 夢千代日記（1985年、監督:浦山桐郎） - エンジェル 役
- コミック雑誌なんかいらない!（1986年、監督:滝田洋二郎） - レポーター 役
- 小田かおる 貴婦人O嬢の悦楽（1995年、監督:浜野佐知） - 蜂巣真那子 役

### テレビドラマ
- 火曜サスペンス劇場（日本テレビ）
  - 「赤い耳の殺意」（1984年3月6日）
  - 「5周年記念・愛と欲望の装飾」（1986年10月7日）
  - 「不幸の手紙殺人事件」（1990年）
- 京都マル秘指令 ザ新選組 「脅迫2 ナンバーワン芸者の強姦裏ビデオを作るぞ!」（1984年、朝日放送）
- 人妻捜査官（1984年、朝日放送）- みゆき 役
- 月曜ワイド劇場（テレビ朝日・朝日放送）
  - 「私はみだらな女・華道家元スキャンダル事件」（1984年12月10日）
  - 「すりかわった恋人・獄中のペンフレンド、わたしはニセ者に抱かれた」（1985年5月13日）
  - 「養子探偵団・人妻ヌードモデルの秘密」（1986年12月20日）
- 水曜ドラマスペシャル（TBS）
  - 「砂の眠り－もの言わぬ花の証言－」（1985年8月7日）
  - 「（秘）女保険調査員」（1986年12月10日）
  - 「奥さまの代理勤めます」（1987年5月13日）
- 土曜ワイド劇場（テレビ朝日）
  - 「牟田刑事官事件ファイル」 第4作「財布を拾った女」（1985年12月14日）- 遠藤リエ 役
  - 「養子探偵団 人妻ヌードモデルの秘密・雲の中の証人」（1986年12月20日） - 大野美栄子 役
  - 「迷探偵記者羽鳥雄太郎と駆け出し女刑事III」（1987年4月4日） - 玲子 役
  - 「名探偵金田一耕助 夜歩く女」（1990年9月1日）
  - 「新宿ラブストーリー事件簿・美人通い妻殺人!」（1992年）- 大林美和子 役
  - 「美人真珠王殺し」（1993年）- 東田ルミ 役
- 必殺仕事人V 第4話「主水家をしめ出される」（1985年、朝日放送） - お直 役
- 水戸黄門 第15部 第15話「願い叶えた鯉のぼり -大竹-」（1985年5月6日、TBS / C.A.L） - おいと 役
- 子供が見てるでしょ! 第3話「フケツな保護者!?」（1985年10月25日、TBS） - 車の女 役
- 誇りの報酬 第31話「狙撃者を追え!」（1986年5月11日、日本テレビ） - 美人局の女 役
- 妻たちの危険な関係（1986年、日本テレビ） - 浦沢瑠美 役
- 月曜ドラマランド（フジテレビ）
  - 「初恋スキャンダル」（1986年7月21日）
  - 「有閑倶楽部」（1986年11月10日） - 白雪富士子 役
- ドラマ・女の手記「写激狩人 〜ある女性カメラマンの手記〜」（1986年10月6日、テレビ東京）
- 泣いてたまるか 第11話「ワンちゃん恋におちて」（1987年、TBS）
- さすらい刑事旅情編II 第8話「信州高原列車 記憶喪失の女」（1989年、テレビ朝日）
- あぶない女たち（1990年、東海テレビ）
- いのち草（1990年 - 1991年、よみうりテレビ）
- はぐれ刑事純情派（1992年） - 小泉順子 役
- 裸の大将 第61話「清のお見合い縁結び」（1993年、KTV / 東阪企画）

### アダルトビデオ
- 新宿歌舞伎町潜入体験レポート（1983年、にっかつビデオフィルムズ）
- 渋谷道玄坂潜入体験レポート（にっかつビデオフィルムズ）
- わたくしその気・女優生撮り（1984年、Let's）
- 本番女教師・本当に犯されそう! （1984年、ファイブスター）
- 白百合狩り（1985年、ファイブスター）W主演・滝川真子
- 実録若奥様（1995年、ライオンズエンターテイメント）
- 人妻女教師・犯された夜（1998年、リビエール）

### Vシネマ
- 喪服白書 線香の香りは淑女の匂い（監督：友松直之）
- 美熟母（監督：吉村典久）
- 愛が泣いている さすらい（監督：村西とおる） - 清水健太郎・谷川みゆき・克美しげる（ドラマ部分のみ）も出演している。

### 写真集
- 小田かおる写真集　ねえ～抱いて・・・燃えさせて　映画の友特別編集（1983年11月、近代映画社、撮影: 青野武雄）
- ひめごと　にっかつロマンポルノ女優六人集　山本奈津子・小田かおる・渡辺良子・朝吹ケイト・浅見美那・岡本かおり（1984年4月、辰巳出版、木下裕史撮り下ろし）
- 女ざかり（1994年9月、スコラ、撮影：河合肇）ISBN 978-4796202022
- 小田かおる写真集(女優シリーズ)（1999年9月、ぶんか社、撮影：河合肇）ISBN 978-4821123032

### テレビ番組
- TV海賊チャンネル（日本テレビ）
- 輝け!!人気スターチーム対抗大合戦!（日本テレビ） - ビキニ着用のモデル 役
- サタデーナイトショー（テレビ東京）
- 一枚の写真（フジテレビ）
- あの人は今!?（日本テレビ）
- 爆報! THE フライデー(2015年1月、2016年10月、TBS)

### レコード

#### シングル
- 背中に御用心／冗談はB面にしてね（1985年、ビクター）ピンクキャンディーズ（井上麻衣、青木琴美とのユニット）名義